# Rudolf Krčil
Rudolf Krčil (* 5. Juni, nach anderen Quellen 5. Mai 1906 in Trnovany; † 3. April, nach anderen Quellen 1. April 1981) war ein tschechoslowakischer Fußballspieler und Fußballtrainer.

## Vereinskarriere
Krčil, geboren 1906 in Turn (tschechisch: Trnovany) unweit von Teplitz-Schönau, begann mit dem Fußballspielen als 13-Jähriger beim Teplitzer FK. Ende der 1920er Jahre debütierte der Mittelfeldspieler in der Profimannschaft, die ab 1929 in der 1. tschechoslowakischen Liga spielte.
Krčil, der als wenig torgefährlicher und unauffälliger Spieler galt, zog dennoch die Aufmerksamkeit von Slavia Prag auf sich und wechselte 1933 in die Hauptstadt. Mit Slavia wurde Krčil 1934, 1935 und (mit wenigen Einsätzen zu Saisonbeginn) 1937 tschechoslowakischer Meister. In der höchsten tschechoslowakischen Spielklasse kam Krčil auf 112 Einsätze. Während der Saison 1936/37 ging der Tscheche nach Malta und spielte fortan für den Floriana F.C., mit dem er 1937 im Pokalendspiel stand.
Er kehrte 1937 nach Teplitz zurück, das später Teil des Deutschen Reichs wurde, und spielte noch bis 1943/44 für die NSTG Teplitz-Schönau und die Sudeten-Auswahl, 1942 auch einige Monate für den FC St. Pauli, woraus sich schließen lässt, dass er mittlerweile als Reichsdeutscher galt.

## Nationalmannschaft
Krčil debütierte am 28. Juni 1929 beim 3:3-Remis gegen Jugoslawien in Zagreb in der tschechoslowakischen Nationalmannschaft. Zu seinem zweiten Einsatz kam er erst beinahe drei Jahre später, als sich die ČSR in Prag 1:1-Unentschieden von Österreich trennte. Fortan gehörte Krčil zum Stammaufgebot der Tschechoslowaken und bildete mit Štefan Čambal und Josef Košťálek ein starkes Dreiergespann.
Bei der Weltmeisterschaft 1934 in Italien bestritt der nur 170 cm große Mittelfeldarbeiter alle vier Partien. Die Tschechoslowakei wurde erst im Endspiel mit 2:1 nach Verlängerung durch den Gastgeber bezwungen. Seinen Abschied gab Krčil am 6. September 1935, erneut hieß der Gegner Jugoslawien, gespielt wurde in Belgrad. Auch diesmal gab es keinen Sieger, das Spiel endete torlos.
Im selben Jahr repräsentierte Krčil die Tschechoslowakei noch einmal. Am 27. Oktober 1935 traf in Genua eine B-Auswahl der ČSR auf Italien, die Gastgeber gewannen mit 3:1.

## Trainerkarriere
Nach dem Zweiten Weltkrieg arbeitete Krčil als Trainer, zunächst in Teplice, Anfang der 1960er Jahre auch in Brünn und Pilsen. Außerdem war Krčil auch bei 1. FC Tatran Prešov tätig, des Weiteren auf Island sowie in der Herbstserie 1969 in der damaligen Bundesrepublik Deutschland beim Regionalligisten Bergedorf 85.

## Verweise
1. ↑  Matthias Marschik: Historische Populärkulturen des Sports in Österreich, Wien 2020, Seite 263
2. ↑  Matchdaten bei: „Malta and International Football Collection“ (Facebook)
3. ↑  Wiener Sport-Tagblatt vom 29. Juni 1937, Seite 6 (es wird ein falscher maltesischer Verein genannt)
4. ↑  Fußball-Woche, diverse Ausgaben 1942
5. ↑  Denken statt rennen, in: Hamburger Abendblatt vom 11. Juli 1969, sowie eine Meldung derselben Zeitung vom 3. Januar 1970